# Кап-Аитьен
Кап-Аитье́н (фр. Cap-Haïtien) или Лё-Кап (фр. Le Cap) — четвёртый по величине город Гаити. Расположен на северном берегу острова. Административный центр Северного департамента. Население — 200 251 чел. (2005).

## История
Город был основан в 1670 г. французами и до обретения страной независимости в 1804 г. назывался «Кап-Франсе» (Cap-Français). Европейские путешественники прозвали его «Парижем на Антилах». До 1770 г. здесь находилась администрация французской колонии Сан-Доминго.
Во время обострения отношений с Францией (1798—1800) и гражданской войны в США гаванью Кап-Аитьена интересовались американцы. В 1802 г. старый город был практически разрушен в ходе боевых действий. Самопровозглашённый король Анри Кристоф выстроил город заново, но и постройки его времени по большей части не сохранились из-за колоссального ущерба, нанесённого в 1842 г. землетрясением и в 1928 г. ураганом.
В самом городе от колониального периода сохранилась только приходская церковь, но в 12 км от города уцелели руины резиденции Анри Кристофа с дворцом Сан-Суси и крепостью Лаферьер, которую называют крупнейшей в Западном полушарии. Неподалёку стоит в руинах дворец сестры Наполеона, Полины, в котором она обитала во время неудачного вторжения её мужа на Гаити в 1801 г.

## Влияние землетрясения 2010 года
Землетрясение на Гаити (2010) привело к сравнительно небольшим разрушениям в Кап-Аитьене, в отличие от Порт-о-Пренса. В связи с этим многие жители разрушенной столицы, особенно из деловой среды, переселились в Кап-Аитьен.
Также из-за того, что стихия уничтожила портовые мощности Порт-о-Пренса, контейнерный терминал Кап-Аитьена использовался для доставки гуманитарной помощи на Гаити.

## Население
По данным на 2013 год численность населения составляет 135 289 человек.
Динамика численности населения города по годам:
| 1971   | 1982   | 1990   | 1995    | 1997    | 2003    | 2013    |
| ------ | ------ | ------ | ------- | ------- | ------- | ------- |
| 45 688 | 64 406 | 96 445 | 100 628 | 107 026 | 111 094 | 135 289 |

## Известные уроженцы
- Жан, Фриц-Альфонс (род.1956) — гаитянский политический и государственный деятель, премьер-министр Гаити (2016).